# Bogue Chitto River
De Bogue Chitto River is een rivier met een lengte van ongeveer 120 km die ontspringt nabij Brookhaven (Mississippi). De rivier stroomt in zuidwestelijke richting door de staten Mississippi en Louisiana en mondt uit in de Pearl River nabij de Golf van Mexico. 
De benedenloop van de rivier loopt door een ecologisch belangrijk moerasgebied en in 1981 werd er het Bogue Chitto National Wildlife Refuge opgericht. Dit omspant een gebied van meer dan 15.000 ha. in St. Tammany Parish en Washington Parish in Louisiana en Pearl River County in Mississippi.